# Il violinista di Hamelin
Il violinista di Hamelin (ハーメルンのバイオリン弾き?, Hamerun no Baiorin hiki) è un manga dark fantasy di Michiaki Watanabe iniziato nel 1991 e terminato dopo 37 volumi. Da questo è stato tratto anche un anime, trasmesso in Giappone, a partire dal 1996; il fumetto ed il cartone animato sono completamente differenti.
In Italia il manga è stato adattato dalla Comic Art ed è stato pubblicato a partire dal 1998. La pubblicazione, che sarebbe dovuta essere fedele a quella originale giapponese, si è però interrotta soltanto al nono volume, a causa del fallimento della Comic Art.

## Trama
Il protagonista della storia è Hamel, un violinista misterioso che porta con sé un grande cappello, un enorme violino e un uccello parlante di nome Oboe.
Sotto richiesta di Hamel, presto si unisce ai due una ragazza di nome Flauto. Da piccola fu abbandonata e un vecchietto la prese con sé; l'unico oggetto che la può aiutare a ricollegarsi al suo passato è una collana con una croce.
Insieme a questo gruppo si uniranno altri personaggi, come Raiel (un amico di infanzia di Hamel, che sembra conoscerne i segreti) e Trom Bone, principe del distrutto regno di Dal Segno. Lo scopo di Hamel è dirigersi verso Nord, ad Hameln, per porre fine al 'dominio' dei demoni (o mazoku).
Tutta la trama, nonostante la presenza di situazioni spesso anche molto drammatiche, viene alleggerita dalla comicità di Hamel e dei suoi compagni, che spesso arriva a elevati livelli di demenza e assurdità.

### La leggenda
Il violinista di Hamelin si apre con un brevissimo racconto.
"C'era una volta, ai confini del mondo, una scatola che conteneva il male... Ma una donna di nome Pandora commise il grave errore di aprirla. Tutto il male si disperse così per il mondo, e ogni luogo fu avvolto da tenebre e malvagità. Gli umani, un tempo felici, conobbero sofferenze e tragedie senza fine, e la Terra fu invasa da mostri spietati. Pandora pianse afflitta a lungo per il suo enorme sbaglio... Ma alla fine dalla scatola uscì la speranza."
Dalla scatola uscirono le cinque speranze, che secondo la regina Horn, regina del regno di Sforzando, sarebbero rappresentate da Hamel, Raiel, Trom, Flauto e Oboe. I cinque sono diretti a Nord, dove regna il Re dei demoni, Orchestra.
È probabile che in realtà la quinta speranza non sia Oboe, bensì Sizer.
- Il vaso di Pandora

La scatola di Pandora è un riferimento al mito del Vaso di Pandora, secondo la quale Zeus donò a una donna di Pandora un vaso che conteneva tutti i mali del mondo, raccomandandole di non aprirlo. La donna però, spinta dalla curiosità, disobbedì e lo aprì.
- Il pifferaio di Hamelin

Nel fumetto Hamel è un violinista in grado di modificare le volontà delle persone diretto alla capitale del Nord (chiamata Hamelin), dove risiedono i demoni; nella fiaba del pifferaio magico (o Il pifferaio di Hamelin) un pifferaio liberò Hamelin dai topi che la infestavano suonando una melodia magica. Il pifferaio non venne ricompensato per il suo lavoro, e per questo, suonano il suo piffero, portò via i bambini dalla città, non facendo fare loro più ritorno.

### Ambientazione
Il manga si svolge in un mondo distopico. Malgrado i vari riferimenti a musicisti di varie epoche e al contesto storico europeo in cui si muovevano, lo scenario è di stile medievale con elementi di magia, secondo gli stilemi di certo fantasy nipponico. Anche la forma dei continenti è diversa da quella del nostro mondo, ed è come se tutti i riferimenti a cose del nostro mondo fossero leggende e racconti di pura immaginazione nel mondo narrato. La cosa comunque non è messa in rilievo nella trama, che non sembra mai dar conto di questa commistione stravagante.

### Regni
Come già detto Il violinista di Hamelin è ambientato in Europa, ma le locazioni, i villaggi, sono frutto della fantasia dell'autore.
I Regni più importanti di cui questo fumetto parla sono Dal Segno e Sforzando. Questi due sono considerati gli unici due che posseggono il potere per poter contrastare in maniera abbastanza paritaria i mazoku (demoni) delle terre del nord. Il primo è un regno di famosi spadaccini e guerrieri, ove la massima carica è il Re, il più grande degli spadaccini. Il secondo è un regno ove vige il potere della magia, ed è retto da una Regina dai grandi poteri curativi, talmente saggia da essere definita la "Regina dell'umanità". Vi sono poi una miriade di regni minori che si incontrano nel corso del fumetto, alcuni con spiccate peculiarità, come l'uso di fate per evocare incantesimi.

## Personaggi

### Protagonisti

I protagonisti nel film. Da sinistra: Raiel, Hamel, Oboe, Flauto e Sizer

Hamel (ハーメル?, Hāmeru)
Doppiato da: Kazuki Yao (film), Yūji Ueda (serie TV)
È il figlio del Re dei Demoni Orchestra e di Pandora. Ha un carattere chiuso e misterioso, in parte volto a compiere del bene, in parte in contraddizione con la parte umana. Quando la componente maligna prende il sopravvento, muta anche fisicamente in un essere demoniaco, antitesi della bellezza celestiale della musica che utilizza quando invece è umano. Come arma utilizza un enorme violino creato dal nonno, l'angelo Vi Olin, creatore anche del Vaso di Pandora.
Oboe (オーボウ?, Ōbou)
Doppiato da: Masaharu Satō (film), Shigeru Chiba (serie TV)
Un tempo Re Demoniaco delle forze volanti dei demoni, è ora un corvo parlante, e sembra sinceramente provare un forte affetto paterno per Hamel. Lo segue ovunque vada, cercando di prestargli il maggior aiuto possibile.
Flauto (フルート?, Furūto)
Doppiata da: Chisa Yokoyama (film), Mayumi Iizuka (serie TV)
Dispersa figlia della Regina di Sforzando, è cresciuta nel villaggio di Staccato. Possiede innati poteri curativi e un carattere estremamente dolce e comprensivo. Quando viene a contatto con l'acqua calda le appare una voglia a forma di croce sulla schiena, caratteristica degli appartenenti alla famiglia reale di Sforzando.
Raiel (ライエル?, Raieru)
Doppiato da: Toshihiko Seki (film), Kōji Tsujitani (serie TV)
Amico di infanzia di Hamel, al tempo l'unico nel villaggio a non allontanarlo per via del corno sulla sua testa. Suo padre era il sindaco di Anthem, dove è cresciuto anche Hamel. Lui e la sua famiglia hanno accettato Pandora e il figlio, ma i genitori di Raiel sono stati uccisi da quest'ultimo, tramutato in demone dopo aver visto sua madre tradita dagli abitanti del villaggio che cercava di proteggere e imprigionata in un cristallo da Bass. Si innamora di Sizer quando la incontra sulle montagne di Fine. Raiel si fa anche chiamare l'"Eroe dell'amore", è infatti una persona molto sensibile e romantica (tanto sensibile da svenire con conseguente epistassi solo all'immaginare la bella Sizer che gli rivolge la parola). Al pari di Hamel utilizza la musica come arma, suonando il pianoforte che porta sulle spalle.
Sizer (サイザー?, Saizā) e Ocarina (オカリナ?, Okarina)
Doppiate da: Rei Sakuma (Sizer, film), Megumi Ogata (Sizer, serie TV) e Kyoko Tsuruno (Ocarina, serie TV)
Sizer è la sorella gemella di Hamel, possiede sangue angelico (per via delle origini del nonno) e, di conseguenza, è dotata di un paio di ali. Ironia della sorte, è stata rapita da piccola e allevata dai mazoku come Regina dell'armata dei Falchi (nonostante nell'edizione italiana sia chiamata regina, nella versione originale si preferisce usare la versione maschile per tutti i demoni) tramite l'inganno. Nel corso del fumetto si redimerà, passando dalla parte di Hamel. La sua arma è una falce il cui manico nasconde un flauto traverso. Ocarina invece, che la accompagna fin da bambina, è la figlia di Oboe.
Trom Bone (トロン・ボーン?, Toron Bōn)
Doppiato da: Tomoko Kojima
Anche detto Trombone o Toron, è l'erede al trono del distrutto regno di Dal Segno. Ha visto morire sua madre infilzata da un'infinità di lance.

### Demoni
Re dei demoni, Orchestra (大魔王ケストラー?, Dai maō Ōkesutorā)
Doppiato da: Yūji Ueda
Folle Re dei Demoni, vuole da questi essere riportato al mondo uscendo dalla scatola di Pandora. Il suo obiettivo è di uccidere i due figli per bere il loro sangue nel Sacro Graal e così rafforzarsi. Orchestra (o Chestra) è l'unico essere demoniaco capace di rigenerare il life span dei demoni.
Re degli inferi, Bass (冥法王ベース?, Heru Kingu Bēsu)
Doppiato da: Unshō Ishizuka
Bass è il braccio destro di Orchestra, e il più potente dei demoni dopo di lui, forse superato soltanto da Vocal. Di lui rimane soltanto la testa, mentre il corpo che la sostiene è quello di Liuto.
Re delle belve, Guitar (超獣王ギータ?, Uōria Kingu Gīta)
Doppiato da: Takashi Matsuyama
Probabilmente il più furbo tra i generali delle armate demoniache. Abilissimo spadaccino, è anche il capo delle armate demoniache formate dalle bestie; lui stesso lo è, al posto delle gambe ha il corpo di un cane. Nella versione originale giapponese porta il titolo di Re spadaccino.
Re dei draghi, Drum (幻竜王ドラム?, Doragon Kingu Doramu)
Doppiato da: Kiyoyuki Yanada
Re demoniaco dei Draghi, muore ucciso da Guitar dopo l'attacco a Sforzando. La sua furbizia non era pari alla sua forza.
Pick (悪魔王ピック?, Ebiru Masutā Pikku)
Un generale demoniaco deceduto durante la Prima Grande Guerra a Sforzando. Il principe Liuto lo eliminò prima che potesse mostrare la sua vera forma.
Orgel (クワイア=オルガン?, Kuwaia = Orugan)
Il clown degli inferi. Non è un generale demoniaco, nonostante ciò è molto forte e di rilevante importanza tra i demoni. Orgel in realtà è solo una maschera, il corpo umano che utilizza lo guida tramite la sua arpa. La sua abilità infatti è di manovrare gli spiriti di persone morte atrocemente.
Vocal (ヴォーカル?, Vōkaru)
Doppiato da: Takashi Matsuyama
Un demone folle che adora uccidere indifferentemente umani e mazoku. In tempi remoti tentò persino di uccidere Chestra, e per questo fu imprigionato per 500 anni in un sotterraneo. Alla sua liberazione viene trattenuta parte del suo potere in una palla da carcerato collegata ad un suo braccio tramite delle catene. Sulla palla è inciso un ideogramma che vuol dire 'anima'.

### Altri personaggi
Regina Horn (ホルン?, Horun)
Doppiato da: Sumi Shimamoto
È la regina di Sforzando e madre di Flauto. La sua vita corre al termine poiché l'uso dei suoi poteri di guarigione, di cui ha abbondato per curare chi ne aveva bisogno, l'ha di molto accorciata.
Liuto (リュート?, Ryūto)
Doppiato da: Kōki Miyata
Fratello di Flauto e figlio della Regina Horn. Era considerato il più grande guerriero umano mai esistito, tanto da venir chiamato il "Demone di Sforzando". Nella Prima Grande Guerra di Sforzando, dopo aver distrutto il corpo di Bass viene ucciso, e tramite un oscuro rituale il suo corpo viene privato dell'anima e reso una marionetta agli ordini di Bass.
Clari Netto (クラーリィ・ネッド?, Kurāryi Neddo)
Doppiato da: Mitsuaki Madono
Primo Chierico del regno di Sforzando, ruolo un tempo appartenuto a Liuto, che Clari considera il proprio idolo e modello. Anche per questo è particolarmente affezionato alla famiglia reale di Sforzando. Tiene moltissimo a sua sorella Cornet; il suo nome originale è Clari Net.
Corr Net (コル・ネッド?, Koru Neddo)
Doppiata da: Chinami Nishimura
La sorellina di Clari, si fa anche chiamare Cornet. La regina Horn le commissiona il lavoro di insegnare la magia a Flauto, che inizialmente vede come nemica. Durante la creazione di una pozione per trasformare in un orribile demone Flauto, per sbaglio beve lei stessa la pozione e spesso si trasforma involontariamente in un bruttissimo demone (effetto che le rimarrà a vita).
Pandora (パンドラ?)
Doppiata da: Naoko Miura
La madre di Hamel e Sizer, e colei che aprì la scatola liberando il male. Ebbe i suoi due figli da Orchestra, fintosi un viaggiatore. A causa dei suoi due figli a cui non voleva rinunciare, uno con caratteristiche demoniache e un'altra alata, era spesso costretta a subire violenze da parte degli altri abitanti dei villaggi in cui si trasferiva ogni volta. Fu rinchiusa in un cristallo magico da Bass durante un attacco dei demoni.
Vi Olin (ヴァイ・オリン?, Vai Orin)
Un tempo bellissimo angelo, è il costruttore del violino di Hamel, nonché della Scatola di Pandora (sforzo che gli è costato la sua bellezza e anche la sanità mentale). È il nonno di Hamel.

## Media

### Manga
Il manga, scritto e disegnato da Michiaki Watanabe, è stato serializzato dal 12 marzo 1991 al 12 gennaio 2001 sulla rivista mensile Monthly Shōnen Gangan della Gangan Comics. I vari capitoli vennero raccolti in trentasette volumi tankōbon pubblicati dal 20 settembre 1991 al 22 aprile 2001.
Nel novembre 2007, tramite una side-story curata dall'autore, venne annunciata una seconda serie che sarebbe partita dal 18 gennaio 2008, chiamata Hamelin no violin hiki: Shchelkunchik (in italiano "Il violinista di Hamelin: Lo schiaccianoci"). Il titolo è un riferimento al famoso balletto di Pëtr Il'ič Čajkovskij.
In Italia è stata pubblicata la prima serie da Comic Art dal 1º aprile 1998 al 1º febbraio 1999 interrompendosi al nono volume.

#### Volumi
| Il violinista di Hamelin (37 volumi)             |                   |                        |                   |
| 1                                                | 20 settembre 1991 | ISBN 4-87025-001-2     | 1º aprile 1998    |
| 2                                                | 22 febbraio 1992  | ISBN 4-87025-010-1     | 1º maggio 1998    |
| 3                                                | 22 agosto 1992    | ISBN 4-87025-023-3     | 1º giugno 1998    |
| 4                                                | 22 gennaio 1993   | ISBN 4-87025-035-7     | 1º luglio 1998    |
| 5                                                | 22 giugno 1993    | ISBN 4-87025-045-4     | 1º settembre 1998 |
| 6                                                | 22 settembre 1993 | ISBN 4-87025-055-1     | 1º ottobre 1998   |
| 7                                                | 22 febbraio 1994  | ISBN 4-87025-069-1     | 1º novembre 1998  |
| 8                                                | 22 maggio 1994    | ISBN 4-87025-080-2     | 1º dicembre 1998  |
| 9                                                | 22 settembre 1994 | ISBN 4-87025-090-X     | 1º febbraio 1999  |
| 10                                               | 22 dicembre 1994  | ISBN 4-87025-098-5     | —                 |
| 11                                               | 22 marzo 1995     | ISBN 4-87025-110-8     | —                 |
| 12                                               | ottobre 1995      | ISBN 4-87025-127-2     | —                 |
| 13                                               | dicembre 1995     | ISBN 4-87025-130-2     | —                 |
| 14                                               | aprile 1996       | ISBN 4-87025-145-0     | —                 |
| 15                                               | 22 settembre 1996 | ISBN 4-87025-158-2     | —                 |
| 16                                               | dicembre 1996     | ISBN 4-87025-169-8     | —                 |
| 17                                               | febbraio 1997     | ISBN 4-87025-179-5     | —                 |
| 18                                               | 22 marzo 1997     | ISBN 4-87025-187-6     | —                 |
| 19                                               | 22 aprile 1997    | ISBN 4-87025-193-0     | —                 |
| 20                                               | luglio 1997       | ISBN 4-87025-206-6     | —                 |
| 21                                               | 22 settembre 1997 | ISBN 4-87025-216-3     | —                 |
| 22                                               | 22 dicembre 1997  | ISBN 4-87025-231-7     | —                 |
| 23                                               | 22 febbraio 1998  | ISBN 4-87025-242-2     | —                 |
| 24                                               | 22 aprile 1998    | ISBN 4-87025-283-X     | —                 |
| 25                                               | 22 settembre 1998 | ISBN 4-87025-343-7     | —                 |
| 26                                               | 22 dicembre 1998  | ISBN 4-87025-417-4     | —                 |
| 27                                               | 22 aprile 1999    | ISBN 4-87025-475-1     | —                 |
| 28                                               | 22 giugno 1999    | ISBN 4-7575-0027-0     | —                 |
| 29                                               | 22 settembre 1999 | ISBN 4-7575-0067-X     | —                 |
| 30                                               | dicembre 1999     | ISBN 4-7575-0129-3     | —                 |
| 31                                               | marzo 2000        | ISBN 4-7575-0173-0     | —                 |
| 32                                               | giugno 2000       | ISBN 4-7575-0248-6     | —                 |
| 33                                               | settembre 2000    | ISBN 4-7575-0291-5     | —                 |
| 34                                               | novembre 2000     | ISBN 4-7575-0337-7     | —                 |
| 35                                               | 22 gennaio 2001   | ISBN 4-7575-0369-5     | —                 |
| 36                                               | 22 aprile 2001    | ISBN 4-7575-0418-7     | —                 |
| 37                                               | 22 aprile 2001    | ISBN 4-7575-0419-5     | —                 |
| Hamelin no Violin Hiki: Shchelkunchik (8 volumi) |                   |                        |                   |
| 1                                                | 25 agosto 2008    | ISBN 978-4-75-752362-3 | —                 |
| 2                                                | 25 febbraio 2009  | ISBN 978-4-75-752501-6 | —                 |
| 3                                                | 25 settembre 2009 | ISBN 978-4-75-752689-1 | —                 |
| 4                                                | 25 marzo 2010     | ISBN 978-4-75-752830-7 | —                 |
| 5                                                | 25 agosto 2010    | ISBN 978-4-75-752982-3 | —                 |
| 6                                                | 25 gennaio 2011   | ISBN 978-4-75-753132-1 | —                 |
| 7                                                | 25 luglio 2011    | ISBN 978-4-75-753299-1 | —                 |
| 8                                                | 25 gennaio 2012   | ISBN 978-4-75-753486-5 | —                 |

### Anime
Un adattamento anime diretto da Junji Nishimura e prodotto dallo studio d'animazione Studio Deen fu trasmesso su TV Tokyo dal 2 ottobre 1996 al 26 marzo 1997 per un totale di ventisei episodi. Le sigle d'apertura sono Magical Labyrinth cantata da SKIRT (ep. 1-13) e Incomplete Concerto cantata da Ken Nishikiori (ep. 14-25) mentre quella di chiusura sono Kizu darake no tsubasa (Wounded Wings) cantata da Ikebukuro (ep. 1-13) e Turning my Back to the Sun and Moon cantata da Yuko Yamaguchi (ep. 14-25).
La trama della versione animata non segue quelle dell'opera originale e se ne discosta molto, seguendo un percorso più tetro caratterizzato anche dall'assenza delle scene comiche, piuttosto frequenti nel manga.

#### Episodi
| Nº | Titolo italiano (traduzione letterale) Giapponese 「Kanji」 - Rōmaji                                                           | In onda          | In onda |
| Nº | Titolo italiano (traduzione letterale) Giapponese 「Kanji」 - Rōmaji                                                           | Giapponese       |         |
| 1  | Requiem 「鎮魂歌」 - Rekueimu                                                                                                  | 2 ottobre 1996   |         |
| 2  | Il destino dello schiaccianoci, marionette version 03. 「運命のくるみ割り人形」 - Unmei no kurumi wari Marionetto              | 9 ottobre 1996   |         |
| 3  | Il lago dei cigni 「白鳥の湖」 - Hakuchō no mizūmi                                                                             | 16 ottobre 1996  |         |
| 4  | Ricordi di Anthem 「アンサムの追憶」 - Ansamu no tsuioku                                                                       | 23 ottobre 1996  |         |
| 5  | Dal Segno in fiamme 「ダルセーニョ炎上」 - Daru Sēnyo enjō                                                                     | 30 ottobre 1996  |         |
| 6  | In nome delle cinque speranze 「五つの希望の名の下に」 - Itsutsu no kibō no na no shita ni                                     | 6 novembre 1996  |         |
| 7  | Hamel il successore 「後継者・ハーメル」 - Kōkei-sha Hāmeru                                                                    | 13 novembre 1996 |         |
| 8  | Il vaso di Pandora 「パンドラの箱」 - Pandora no hako                                                                          | 20 novembre 1996 |         |
| 9  | Lo scoppio! La seconda grande guerra di Sforzando 「勃発!第二次スフォルツェンド大戦」 - Boppatsu! Dai ni ji Sufuruzendo taisen | 27 novembre 1996 |         |
| 10 | Tra "uomini" e "demoni"... 「《人》と《魔》の狭間に…」 - "Hito" to "ma" no hazama ni...                                        | 4 dicembre 1996  |         |
| 11 | Lo specchio della verità 「真実の鏡」 - Shigitsu no kagami                                                                     | 11 dicembre 1996 |         |
| 12 | Alla fine del viaggio 「旅の終わりに」 - Tabi no owari ni                                                                      | 25 dicembre 1996 |         |
| 13 | Le cicatrici dalle battaglie 「戦いの傷痕」 - Tatakai no kizuato                                                               | 3 gennaio 1997   |         |
| 14 | Un nuovo viaggio! 「新たなる旅立ち!」 - Aratanaru tabitachi!                                                                   | 8 gennaio 1997   |         |
| 15 | La città dell'addio, Senza 「別れの港センザ」 - Wakare no machi Senza                                                          | 15 gennaio 1997  |         |
| 16 | Nazione rovinata, Slur 「滅亡国家・スラー」 - Metsubō kokka Surā                                                               | 22 gennaio 1997  |         |
| 17 | Come un demone 「魔族として」 - Mazoku to shite                                                                                | 29 gennaio 1997  |         |
| 18 | L'ultimo spettacolo 「ラスト・ショー」 - Rasuto Shō                                                                            | 5 febbraio 1997  |         |
| 19 | Disordine della mente... 「心 乱れて…」 - Kokoro midarete...                                                                   | 12 febbraio 1997 |         |
| 20 | La tenda è sollevata per vendetta 「復讐の幕開け」 - Fukushū no makuake                                                        | 19 febbraio 1997 |         |
| 21 | Zigunerweisen 「ツィゴイネルワイゼン」 - Tsuigoineruwaizen                                                                     | 26 febbraio 1997 |         |
| 22 | L'ultimo "imperatore" 「最後の『皇帝』」 - Saigo no "kōtei"                                                                    | 5 marzo 1997     |         |
| 23 | Legami infrangibili 「たち切れぬ絆」 - Tachi kirinu kizuna                                                                     | 12 marzo 1997    |         |
| 24 | La scatola aperta 「開かれた箱」 - Akareta hako                                                                                | 19 marzo 1997    |         |
| 25 | La strada senza fine 「終わりなきひとつの道」 - Owari naki hitotsu no michi                                                    | 26 marzo 1997    |         |

### Videogioco
Da Il violinista di Hamelin è stato tratto anche un videogioco. Si tratta di un platform uscito nel 1995 per la console Super Nintendo, edito dalla Daft/Enix.

### Film
Nel 1996 è uscito nei cinema giapponesi, un mediometraggio di circa 30 minuti, dedicato a Il violinista di Hamelin. Il film è uscito prima della serie televisiva, che venne creata in seguito grazie al successo ottenuto. Diversamente dal cartone è dotato di molte scene comiche e uno stile di disegno leggermente differente.
Nel film appare il gruppo di Hamel (ad esclusione di Trom) che, viaggiando, arriva in un villaggio i cui Re hanno perso la figlia, rapita dai demoni e trasformata in gatto. La principessa è sorvegliata in un castello da un terribile demone di nome Medusa, con la capacità di tramutare in pietra chiunque lo guardi negli occhi.